# 艾托斯物流中心

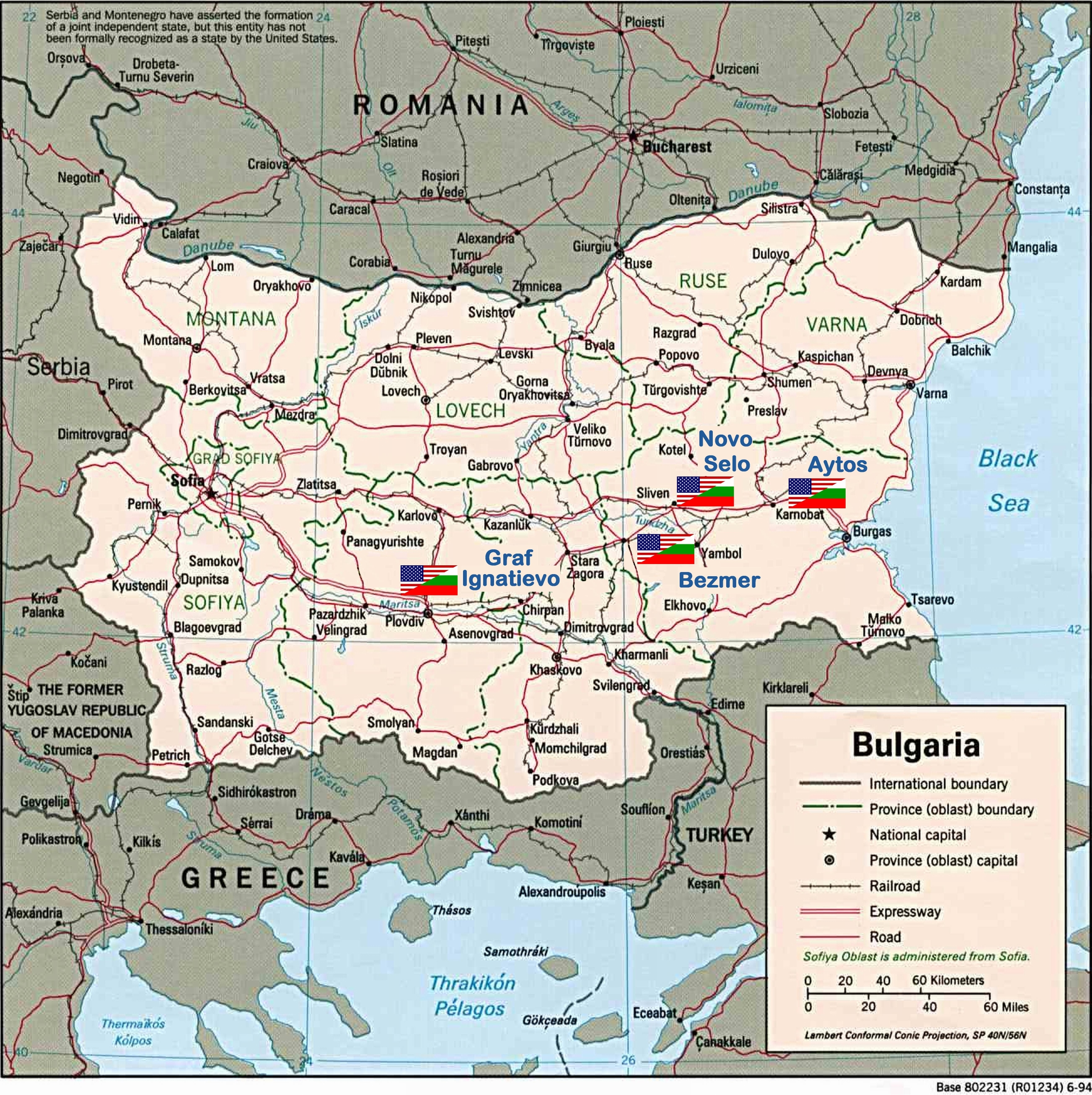
保加利亚境内美国军事基地

艾托斯物流中心由位于艾托斯镇附近的军事储存设施组成，用来支持诺芙西洛演习场。
艾托斯物流中心是根据2006年美国和保加利亚国防合作协议建立的联合军事基地之一。